# Tal (Siedlungsform)
Ein Tal ist eine vor allem in Hessen verbreitete Sonderform einer mittelalterlichen Siedlung zu Füßen einer Burg, welche als zentraler Ort des zur Burg gehörenden Herrschaftsbereichs mit besonderen Freiheiten ausgestattet war und somit partielle Stadtrechte besaß, ohne jedoch mit offiziellen Stadtrechten ausgestattet gewesen zu sein. Täler gehören damit zur Kategorie der sogenannten Minderstädte.
Die Bezeichnung rührt daher, dass die Siedlung, obwohl zumeist auf einem Berg gelegen, aus der Perspektive der dazugehörenden Burg in der Regel unterhalb derselben, also im Tal, zu finden war.
Neben der räumlich-geographischen Beziehung zwischen Burg und Siedlung markiert der Begriff Tal aber vor allem auch den rechtlichen und sozialen Status der Siedlung, die sich von den übrigen Orten eines Herrschaftsgebiets in der Regel durch eine rechtliche Besserstellung abhob. Hierzu konnten unter anderem Privilegien wie Marktrecht, eigene Gerichtsbarkeit, Befreiung von der Leibeigenschaft sowie Erlass von Frondiensten und Abgaben gehören.
Für den hessischen Raum sind mehr als 60 solcher Burg-Täler nachweisbar, die jedoch keine homogene Gruppe darstellen, sondern in ihrer Entwicklungsgeschichte deutliche Unterschiede aufweisen. Während manche Tal-Siedlungen den Übergang zu einer vollwertigen Stadt vollziehen konnten, wie etwa Dillenburg, blieben andere Täler, vor allem nach dem Bedeutungsverlust oder gar dem Abgang der dazugehörenden Burg, klein und bedeutungslos, wie etwa im Falle des Dillenburg benachbarten Ortes Wallenfels.
Liste von Burg-Tälern
- Altweilnau
- Bad Homburg
- Balduinstein
- Battenberg
- Beilstein
- Braunfels
- Brechen
- Breidenstein
- Burgschwalbach
- Camberg
- Cleeberg
- Delkenheim
- Dernbach
- Diez
- Dillenburg
- Ellar
- Elkershausen
- Eppstein
- Fronhausen
- Geroldstein
- Gleiberg
- Greifenstein
- Hadamar
- Hatzfeld
- Hermannstein
- Hohensolms
- Hohenstein
- Katzenelnbogen
- Königsberg
- Königstein
- Kransberg
- Kronberg
- Lichtenberg
- Limburg
- Löwenstein
- Merenberg
- Molsberg
- Nassau
- Niederkleen
- Nordeck
- Otzberg
- Reichenberg
- Rödelheim
- Romrod
- Ronneburg
- Runkel
- Schadeck
- Schauenburg
- Schweinsberg
- Steckelberg
- Sonnenberg
- Staufenberg
- Steinheim
- Stolzenthal-Soden
- Tringenstein
- Ulrichstein
- Vetzberg
- Wallenfels
- Westerburg
- Ziegenberg